# 梁正模 (企业家)
梁正模（韓語：양정모，1921年9月13日—2009年3月29日）是大韩民国一位企业家，曾任国际集团会长和韩国企业家联合会副会长。

## 生平
梁正模祖籍为南原梁氏，1921年出生于日据朝鲜庆尚南道东莱区安乐洞，毕业于釜山工业高等学校。
1949年与父亲创办国际橡胶工业公司，开始生产“王子牌”胶鞋，朝鲜战争爆发后，依靠供应军需品发家。1962年，旗下“国际鞋业”公司成功进军美国市场。
1963年创办化工公司，随着70年代初鞋类出口热潮，资产迅速增加。到1980年代初，梁正模创办的国际集团共有21个附属企业，在韩国经济界排名第七，跻身于财阀行列。1981年，担任韩国产业联合会副会长。
1985年，全斗焕独裁统治时期，梁正模的国际集团被迫解散，旗下公司均被迫转让。对于国际集团解散的原因，现代集团会长郑周永在80年代末的一次研讨会上认为是，当时的会长梁正模拒绝向全斗焕捐献政治资金，并且在总统主持的聚会上露面较晚，让最高权力者感到不舒服，这成为了国际集团解体的契机。
梁正模曾以“国际集团解散不公”为由向政府提起违宪诉讼并获胜，但由于后来的亚洲金融风暴等事件，未能实现重建国际集团的梦想。

## 家族
- 外孙女：王智媛

## 影视剧
- 第五共和国 33～34回